# Hans Lindberg
Hans Óttar Lindberg Tómasson (Høje-Taastrup, 1 de agosto de 1981) é um jogador de handebol dinamarquês.

## Carreira
Ele é descendente de islandeses, já que ambos os pais de Lindberg, Tómas Erling Lindberg e Sigrún Sigurðardóttir, são islandeses. Seus pais jogaram handebol na Islândia com Fimleikafélag Hafnarfjarðar. Ele teve cidadania islandesa até os 18 anos. Seus avós paternos imigraram para a Islândia de Suduroy nas Ilhas Faroé em meados da década de 1940.
Lindberg iniciou sua carreira no Team Helsinge. Em 2006, o Team Helsinge fundiu-se com o Hillerød HK, e agora é Nordsjælland Håndbold. Ele se tornou o Melhor Artilheiro da Bundesliga nas temporadas 2009-2010, 2012-2013 e 2021-2022.
Ele venceu a Liga dos Campeões da EHF de 2012–13 com o HSV Hamburg, tornando-se o artilheiro do torneio. Em 20 de maio de 2023, Lindberg se tornou o jogador com maior pontuação na história da Bundesliga. Os 12 gols que marcou contra o GWD Minden o levaram a ultrapassar os 2.905 gols marcados por Yoon Kyung-shin. Ele venceu a Liga Europeia EHF de 2022–23 com o Füchse Berlin.
Ele venceu o Campeonato Europeu de Handebol Masculino de 2008 e o Campeonato Europeu de Handebol Masculino de 2012 com a seleção dinamarquesa.
Nos Jogos Olímpicos de Verão de 2024, em Paris, conquistou a medalha de ouro no torneio masculino do handebol, após vencer na final confronto contra a equipe alemã por 39–26.